# Овсяница овечья
Овсяница овечья (лат. Festuca ovina) — вид многолетних травянистых растений рода Овсяница (Festuca) семейства Злаки (Poaceae).

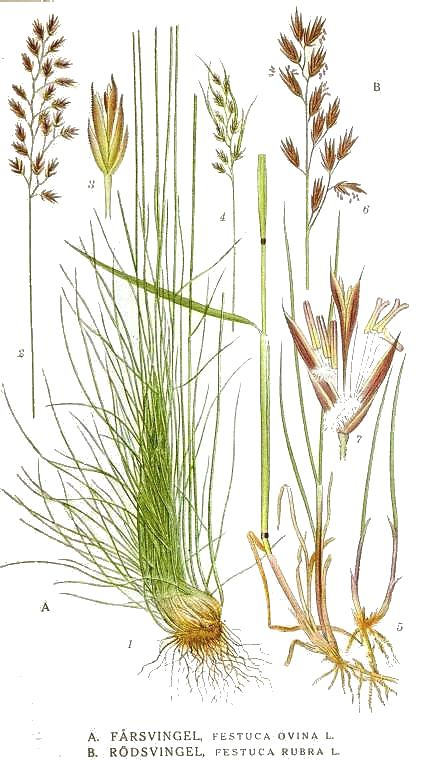
Овсяница овечья (слева) и Овсяница красная (справа).

## Ботаническое описание
Рыхло-дернистое растение. Стебли тонкие, вверху треугольные, шероховатые или гладкие, высотой 30—60 см.
Листья щетиновидные, длинные, сплюснуто-цилиндрические, извилистые, тонкие, диаметром 0,4—0,5 мм, шероховатые.
Метёлка продолговатая, довольно рыхлая, с отклонёнными веточками, часто поникающая. Колоски эллиптические или продолговатые, длиной 4—6 мм, 3—6 цветковые, светло-зелёные.

## Распространение и экология
Бореально-европейский тип. Произрастает на всей территории Европы и в умеренном климате Азии (от Турции до Японии). Натурализовалось повсеместно.
Встречается на лугах, песках, галечниках, в сосновых борах и светлых лесах. Доходит до горного пояса.
По внешнему виду очень похожа на овсяницу бороздчатую (Festuca valesiaca), но сильно отличается от неё экологией - более влаголюбиво и хорошо чувствует себя только в северных широтах.

## Значение и применение
На пастбище хорошо поедается лошадьми, козами, несколько хуже крупным рогатым скотом. Хорошо поедается северным оленем (Rangifer tarandus) зимой, осенью и весной из-под снега, поедаются прикорневые листья, которые сохраняют 65—70 % зимой зелёными. Поедается алтайским маралом (Cervus elaphus sibiricus). По наблюдениям в Кабардино-Балкарии поедается западнокавказским туром (Capra caucasica). Отмечено хорошее поедание домашними животными на субальпийских и альпийских пастбищах Северного Кавказа. Культивируется в тех же районах, где и мятлик луговой (Poa pratensis).

## Классификация

### Таксономия
Вид Овсяница овечья входит в род Овсяница (Festuca) семейства Злаки (Poaceae) порядка Злакоцветные (Poales).
|  |                                      |  |                                                             |                                                             |                 |  | ещё 17 семейств (согласно Системе APG II) | ещё 17 семейств (согласно Системе APG II) |                     |  |  |  | ещё около 300 видов |
|  |                                      |  |                                                             |                                                             |                 |  | ещё 17 семейств (согласно Системе APG II) | ещё 17 семейств (согласно Системе APG II) |                     |  |  |  | ещё около 300 видов |
|  |                                      |  |                                                             | порядок Злакоцветные                                        |                 |  |                                           |                                           | род Овсяница        |  |  |  |                     |
|  |                                      |  |                                                             | порядок Злакоцветные                                        |                 |  |                                           |                                           | род Овсяница        |  |  |  |                     |
|  | отдел Цветковые, или Покрытосеменные |  |                                                             |                                                             | семейство Злаки |  |                                           |                                           | вид Овсяница овечья |  |  |  |                     |
|  | отдел Цветковые, или Покрытосеменные |  |                                                             |                                                             | семейство Злаки |  |                                           |                                           |                     |  |  |  |                     |
|  |                                      |  | ещё 44 порядка цветковых растений (согласно Системе APG II) | ещё 44 порядка цветковых растений (согласно Системе APG II) |                 |  |                                           | ещё около 600 родов                       | ещё около 600 родов |  |  |  |                     |
|  |                                      |  |                                                             | ещё 44 порядка цветковых растений (согласно Системе APG II) |                 |  |                                           |                                           | ещё около 600 родов |  |  |  |                     |

## Примечания

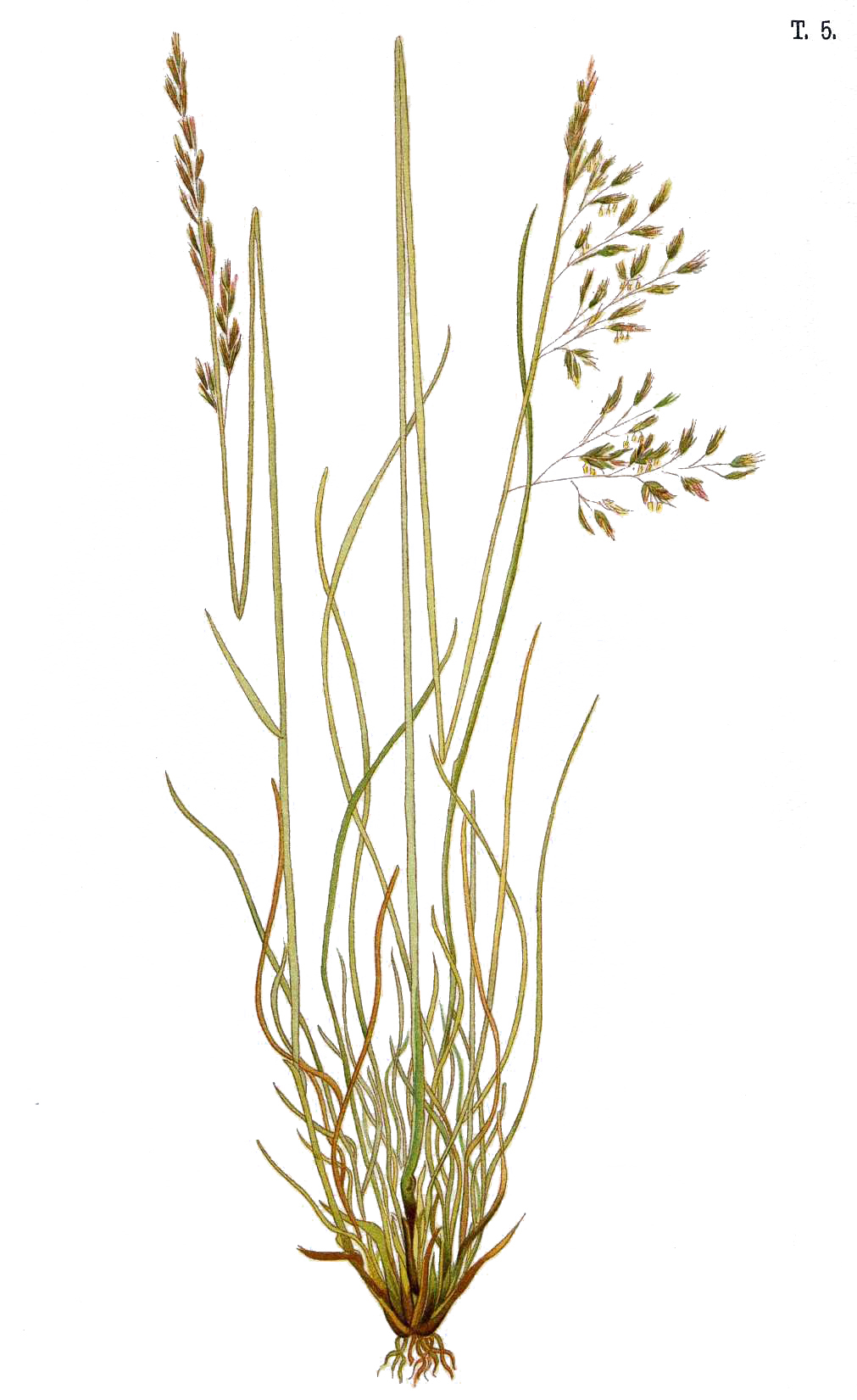
Овсяница овечья. Ботаническая иллюстрация из книги А. Ю. Лашкарева, 1898 год.